# 本性難移
《本性難移》是科幻小說家倪匡的作品之一，衛斯理系列115號。作者倪匡在小說中將人類的奴性、第二次世界大戰、日本忍術、醫學和科技連繫起來，是衛斯理系列中較為特別的一部。

## 故事大纲
衛斯理好友私家偵探小郭上門求助，表示有事希望衛斯理和白素可以加以協助。原來，小郭偵探社的一位長期客戶，本地銀行家游救國，有一件奇怪的事令他感到十分困擾，由於他知道小郭是衛斯理的知心好友，故此前來希望衛斯理能幫他一把。
然而，這位游救國其實並非真正的游救國，他原來的身份是來自蘇北農村的陳名富。六十年前，當時正為抗日戰爭初年，身在中國北方的青年陳名富本與學校其他師生一同撤往大後方，但陳名富途中與大隊失散，獨自乘火車南下逃難。在火車上，由於位置不足，他只能坐在車頂上。而坐在他旁邊的正是游救國，二人因此相遇，但不知彼此姓名及身份。後來火車進入隧道後，發生不明的意外，車頂上大量乘客死亡並從車頂掉下，火車出了隧道後，倖存的陳名富發現身旁的游救國不見了，只餘下他的行李，故認為游救國已死於意外中。陳名富下車後，查看游救國的行李，他發現當中有二百個大洋和一封書信。書信的內容是游救國的父親游道聖請求在香港的結拜兄弟盧振中好好照顧游救國，並希望盧振中能按二人之前的協定，安排游救國與盧振中的女兒盧喜鵲通婚，信中更有盧振中在香港的地址。
陳名富看到信件後，得知游救國的姓名及身份，有意前往香港將游救國的死訊帶到盧家。然而，當陳名富來到盧家時，北方人的他與操廣東話的盧家有言語障礙，以至未能交待自己的身份及游救國身故之事，盧家上下更以為陳名富是游救國，盧振中更希望在臨終前履行與游道聖的約定，讓女兒盧喜鵲與游救國成婚。陳名富見盧振中行將就木，加上與盧喜鵲一見鍾情，更不忍心將事實道出。就這樣，陳名富決定頂替游救國的身份，不久與盧喜鵲成婚，在盧振中死後繼承盧家的銀號生意，後來陳名富及時將銀號資金調離香港，銀號得以在戰後迅速恢復，後來亦成功轉型成銀行，陳名富以游救國的身份成為香港其中一個著名銀行家。
陳名富一直不斷尋找游道聖和自己父母及同學下落，但因多年戰亂而未能尋獲，陳名富在結婚十周年時將自己頂替游救國的真相告知妻子盧喜鵲，因他們婚姻十分美滿，盧喜鵲諒解陳名富並為他保守秘密。二十多年前，陳名富與盧喜鵲夫婦委託小郭的偵探社尋找游道聖及游救國其他親人，雖小郭一直未能尋獲，但二十多年的交往令小郭夫婦與陳名富夫婦關係變得密切，陳名富不但將頂替游救國身份的秘密告知小郭夫婦，小郭妻子更成為陳名富夫婦的乾女。
兩年前，盧喜鵲病故。陳名富亦感年紀老邁又沒有兒女，打算在死後將財產轉成慈善基金運作。近半年，陳名富有感身後總有一隻鬼在他的背後。他向小郭表示那鬼的臉像被扭曲，而且沒有鼻子。小郭在陳名富同意下，將他整個故事告知衛斯理，希望曾有多次與靈魂有接觸經驗的衛斯理協助陳名富。衛斯理聽了陳名富整個故事後，認為他只是心虛而感到有鬼的存在，而且他所說的鬼並不是衛斯理向來研究的鬼—靈魂。因此，衛斯理對此毫無興趣。不過同時在場的白素、衛紅陵與溫寶裕，卻對此甚有興趣。
同一時間，警官張泰豐上門，也向衛斯理表示有難題希望他能協助一下。他向衛斯理表示，近日香港間歇性停止供水，是因發現有人在水塘傾倒大量神秘化合物有關。據他的調查，某晚凌晨四位保安員發現水塘中有多達數噸的結晶體，並且快速溶化，經過多次的化驗並沒有發現任何對人類有害的物質，但因安全關係，依然關閉水塘。隨後經過五十多次的化驗依然沒有結果後，警署開始為開不開放水塘分為兩派，在一次的投票中，兩派的票數相同。故此，警署希望衛斯理能投下關鍵的一票。對此，衛斯理認為警方只是把責任推卸給自己，故此沒有任何反應。然而，身邊的白素卻向張泰豐表示代表衛斯理投下反對票，並且會於一個月內找到歹徒。
為了找到歹徒，白素向張泰豐提問了不少細節，他向白素表示當時有兩位目擊者—典希微和追求她的男子。最初，二人向張泰豐表示有兩隻鬼在他們面前出現一段時間，目的似乎是要嚇走他們，但張泰豐認為兩人不知所云，因此沒有為意。可是，白素認為二人的口供極為重要，於是要求張泰豐請他們到衛斯理家中當面查問。典希微告訴衛斯理和白素當時他們看到兩隻鬼，一高一矮，懂得扭曲自己的身體。
白素認為典希微在水塘見的兩隻鬼，與陳名富遇鬼是有共通關係，因此白素、溫寶裕與小郭及衛斯理兵分兩路進行調查。衛斯理否認兩隻鬼為外星人，也不同意水塘出現的結晶體與犯罪有關，於是將水拿給雲四風化驗，雲四風表示自己的實驗室只是全球第二好，要得到最好的答案應交由勒曼醫院處理。衛斯理通知亮聲，又把此事告訴張泰豐。張泰豐因而負責把水帶到哥本哈根交給醫院的負責人。在調查的過程中，白素認為這些鬼並非是真的鬼，而是有人偽裝出來，而要達到這個目的的人只有一種職業可做到：忍者。提到忍者，衛斯理聯想到好友廉正風。然而，廉正風的行蹤無人知曉，因此一直在陳名富家中等候廉正風的出現；白素等人則在陳名富身邊。可是，廉正風亦沒有出現。
幾日後，亮聲致電衛斯理，表示在化驗中找不到對人類有害的成份。衛斯理告訴張泰豐這事，他則向外界表示水塘可再次開放，一切負責落在他的身上。此時，廉正風卻突然出現於二人面前，並向衛斯理表示數日後會帶一人來將事實一一道出。衛斯理相信廉正風的為人，於是放走了他。在這幾天中，白素向衛斯理表示跟蹤陳名富的忍者有可能是真正的游救國。果然，廉正風準時抵達衛斯理府上，但他帶來的人卻是名為平地清雄的日本醫學專家。衛斯理與白素十分困窘，他們知道平地清雄是位有名的內分泌專家，卻和他們調查的事牛頭不對馬嘴。
原來，這個平地清雄正是真正的游救國，當年他在火車經過隧道時因混凝土倒塌而被擊中並從火車車頂掉下，變得面目模糊，失去了鼻子，卻保住了性命。其後，游救國走到一條滿是屍體沒有活人的村落中，因他的衣服已嚴重破損而且沾染血污，游救國於是將一具屍體上較為完好的衣服脫下更換上自己身上。不久後，他因失血過多而昏迷。醒來後，他發現身邊的人都在說日語，並稱他為「平地少佐」。隨後，他知道他被日本人當作日本軍人平地清雄。原來平地清雄是日本皇軍中的情報人員，到中國進行情報工作，很可能因身份敗露而被中國村民或游擊隊所殺，而他的屍體剛巧被游救國發現，游救國更取去他衣服換上身，因衣服口袋內有平地清雄的身份證，故日本人發現游救國後將他救回醫院診治。而游救國自己又從父親口中學到四國口音的日語，巧合的是，真正的平地清雄正是四國人，再加上游救國已經毀容，所以游救國一直能冒充平地清雄的身份，根本沒有人懷疑。游救國之後在皇軍醫院見到不少因戰火而受苦的軍人，其後他承繼「父親」的私人醫院—平地醫院後更見到大量因戰火而重傷的平民。在這一段期間，他一方面為免冒充身份被揭發，聲稱受傷後失憶，對於自己的過去沒有印象，但原來真正的平地清雄是個精通忍術的忍者，冒充他的游救國於是聲稱因失憶而忘記忍術，結果被皇軍再次派到忍術學校（實質上是一個組織）中學習忍術，游救國經過艱苦學習後成為可使用忍術裝鬼。另一方面，游救國利用平地醫院的資源，開始研究人們為何明明深知戰爭會帶來痛苦，卻支持統治者發動戰爭。在游救國幾年的觀察中，他明白到這都是由於人類的奴性所致，而他在研究醫學時卻發現內分泌會影響到人類的本性，因此銳意研究從內分泌中除去人類的奴性，從而防止戰爭再次出現。
游救國先以鴨子為研究作象，並以手術的方式取得成功，鴨子不再聽從領袖。可是，他認為在人類身上使用上述的手術風險太大，於是改為發明藥物，改變人性的本性。幾十年後，游救國的藥物研究初見成果，選了香港這個水源集中的地方進行大規模的測試，並與忍者組織的拍檔廉正風來香港執行這項測試。游救國來港後發現香港有位銀行家和他同名同姓，而且妻子名為盧喜鵲，即當年父親安排他迎娶友人之女的名字，而他當年本來是逃難前來香港。游救國認定有人多年來冒充他，於是喬裝成鬼，觀看這人(即陳名富)的為人。游救國發現，陳名富為人孝義，與太太極為恩愛。所以，他認為陳名富並沒有真的對不起他，故此當面原諒了陳名富。另一方面，他知道水塘會向城市的六成人口供水，於是將幾噸的藥物（就是之前提到的結晶體）放在水塘中進行實驗，卻被保安人員發覺，使故事展開。

## 相關人物
- 衛斯理

書中主角，他從小郭口中得悉陳名富遇鬼的故事時感到只是陳名富心虛而撞到鬼，不足為道。其後，由於白素發掘出愈來愈多的證據說明陳名富遇到的並非是真的鬼，而是背後有一個陰謀，使衛斯理對此感到興趣。
- 白素

衛斯理太太，她一直認為陳名富見鬼和典希微在蓄水湖撞到鬼是有共通之處，因此對這件事加以研究。在故事的後期中，她認為鬼實為人偽裝出來，又認為扮鬼的人是廉正風和他的助手。果然，白素的猜測正確，扮鬼的正為廉正風。
- 衛紅陵

衛斯理與白素之女，她一直對捉鬼之事感到興趣，並因能力有限，在這故事中的作用不大。
- 溫寶裕

衛斯理的好友之一，他無意中得悉捉鬼一事，並表示會參與其中。一反過去的衛斯理系列，因他與紅陵一樣因能力有限，小寶只是提出了幾個見解，與過去的小說中作出極大影響甚為不同。
- 小郭

真名郭則清，是衛斯理其中一位好友，也是全球最出色的偵探之一。某日，小郭突然上門表示有事希望衛斯理能協助，令衛斯理大感困惑。
原來，陳名富視小郭夫婦為義婿義女，並將見鬼一事與他的過去一一向二人告白，小郭認為這事最合適交由衛斯理負責，因此來到衛府。可是，衛斯理卻因與小郭的觀點不一而發生過短暫的口角。
另外，小郭夫人唐婉兒曾與小郭共同出場，卻沒有對白。
- 陳名富

蘇北人，在日本侵華時南下正值二十三歲左右。逃離時他坐在火車車頂，剛巧游救國坐在他身邊。未幾，火車進入隧道時發生了可怕的意外，陳名富以為游救國已死，又發現他的行李中有一封信，於是打算南下把游救國的死訊帶到本來游救國前往的盧家。然而，由於多次的巧合和誤會，陳名富都無法說明自己的來由，只好假裝游救國。
經過十多年，由於陳名富的能力強，他把盧家的銀號生意搞得有聲有色，並把銀號轉型為銀行。數十年後，陳名富突然見鬼，他認為這鬼可能是真正的游救國來索命，於是他一方面對那鬼道出一切，向鬼道歉，另一方面又找來小郭求助。由於他的為人正直，衛斯理等人也十分尊重他，未有因他取代游救國而反對他。
- 游道聖

游救國之父，曾在日本四國留學，懂得一口流利的日語。由於他與盧振中在日本求學時為同學，因而成為了結拜兄弟，他為義弟。
- 游救國

與陳名富同年，二人因逃離戰火而相識。在隊道中經過一次意外後，他變得面目全非。其後，由於多個的巧合之下，日本皇軍誤以為游救國是軍隊的情報人員平地清雄，並把他送回日本，由於游救國懂日語，故成功冒充平地清雄在日本生活。
在日本的多年間，他發現到人們一面反對戰爭，卻為統治者而戰實因人類的奴性。於是致力以醫學方式除去人類的奴性，從而研發各項的手術，並於鴨子中取得成功。為了進一步應用在人類身上，他在一次完成任務後把除去人類奴性的藥物放在水塘中，結果取得小成功。
同一時間，他得悉香港竟有人與他的原名相同，太太又名盧喜鵲，於是扮鬼觀察陳名富，卻發現他為人不壞，並嚇到了他。
- 盧振中

盧喜鵲之父，是游道聖的義兄。他因曾在日本留學，也懂得使用日語。他在見到陳名富之時已幾乎到了生命的盡頭，於是在三日後安排喜鵲與陳名富拜堂。幸運地，盧振中在二人結婚半年後才仙逝。
- 盧喜鵲

盧振中之女兒，她與陳名富同年，而且是位才女，精通日語、英文和法文，並且是當地唯一一間大學的學生。喜鵲與陳名富婚後一直為恩愛夫婦，陳名富後來向喜鵲道出自己的真正身份，她表示自己愛的人不論是姓陳或是姓游，最重要的是她愛他就可以。在故事開始之前兩年病故。
- 典希微

空手道道館教練，是一位二十多歲的少女。性格調頑而勇敢的她深得衛斯理和白素的歡心。在故事中部，迷上她的師弟約她到水塘時二人見鬼，典希微不僅沒有畏色，反而觀看鬼的外表。其後，典希微與張泰豐邂逅，衛斯理認為二人的關係「誰都可想像到」。
- 張泰豐

年青有為的警官，在小說中他已經取代黃堂的地位。他的出現令衛斯理等人參與了這次的調查。另外，由於他具有責任感，衛斯理非常欣賞他。
- 廉正風

衛斯理的好友之一，是一位於日本學藝的忍者。在小說的後期，白素洞識廉正風是裝鬼的參與者之一後正式出場。由於廉正風身材矮小，又曾扮鬼，衛斯理為了引他現身，曾用激將法稱為他「矮鬼」七次之多。
- 亮聲

勒曼醫院的人員之一，也是衛斯理的外星人朋友。他曾協助衛斯理研究水中的成份，結果是「沒有什麼結果」—沒有發現任何不利人體的物質。
- 雲四風

於法國的富商，是衛斯理的友人。基於雲四風擁有一家化學工業實驗室，因此衛斯理曾要求他研究蓄水庫中的成份。後來，他提醒了衛斯理最好的實驗室是位於格陵蘭的勒曼醫院，使衛斯理找了亮聲尋求協助。
- 老蔡

衛府的老僕，已經有八十多歲。他在該小說中只出現過一次—城市停止供水時於衛斯理等人面前說了幾句粗言。

## 資料來源
以下內容以香港勤十緣出版社作準：
1. ↑  本性難移 – 第一部份 – P.9-20
2. 1 2  本性難移 – 第二部份 – P.22-23
3. ↑  本性難移 – 第三部份 – P.43-49
4. ↑  本性難移 – 第四部份 – P.81-82
5. ↑  本性難移 – 第六部份 – P.115-120
6. ↑  本性難移 – 第七部份 – P.131-135
7. ↑  本性難移 – 第七部份 – P.145-149
8. ↑  本性難術- 第八部份 – P.153-160
9. ↑  本性難移 – 第八部份 - P.165-166
10. ↑  本性難移 – 第八部份 – P.168
11. ↑  本性難移 – 第九部份 – P.179-186
12. ↑  本性難移 – 第九部份 – P.189-192
13. ↑  本性難移 – 第十部份 – P.193-197
14. ↑  本性難移 – 第十部份 – P.193-201
15. ↑  本性難移 – 第一部份 – P.2
16. ↑  本性難移 – 第三部份 – P.51-57
17. 1 2  本性難移 – 第一部份 – P.8
18. ↑  本性難移 – 第十部份 – P.201-202
19. ↑  本性難移 – 第三部份 – P.49
20. ↑  本性難移 – 第三部份 – P.62
21. ↑  本性難移 – 第三部份 – P.53-54

| 前任者： 114 人面組合 | 衛斯理系列（按編號） 115 | 繼任者： 116 天打雷劈 |